# Refinería Francisco I. Madero
La Refinería Francisco I. Madero, también llamada refinería de Ciudad Madero, es una refinería de petróleo ubicada en la localidad de Ciudad Madero en el estado mexicano de Tamaulipas. Junto a otras cinco refinerías, forma parte del Sistema Nacional de Refinación (SNR), propiedad de la empresa paraestatal mexicana Petróleos Mexicanos (PEMEX). Se inauguró en 1914 y fue propiedad de la empresa El Águila hasta su nacionalización en 1938.

## Historia
Fue inaugurada en 1914 por la Compañía Mexicana de Petróleo El Águila. Fue expropiada por el gobierno mexicano en 1938.